# Vancouveria
Vancouveria é um género botânico pertencente à família Berberidaceae.

## Espécies
- Vancouveria chrysantha
- Vancouveria hexandra
- Vancouveria planipetala